# Выводковая сумка

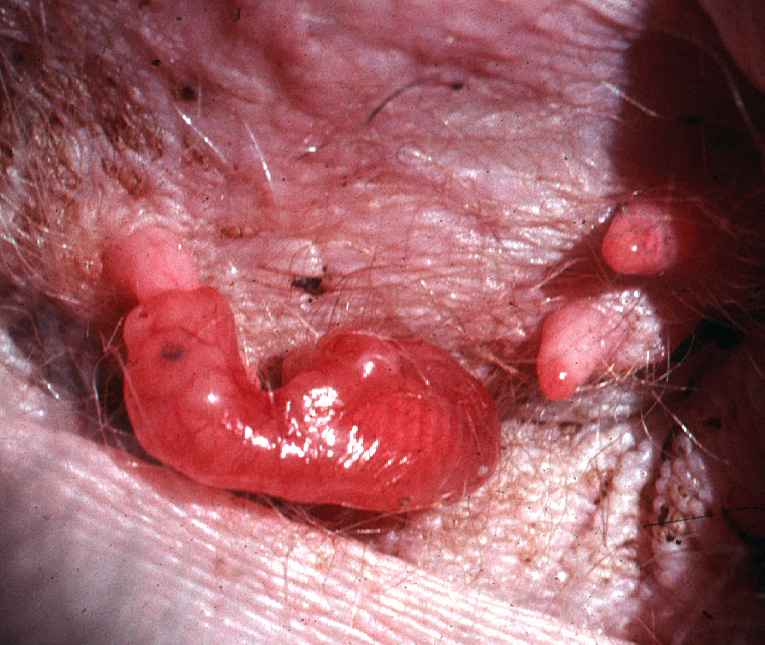
Новорождённый детёныш кенгуру в выводковой сумке

Выводковая сумка (marsupium) — специальное кожное приспособление для вынашивания яйца и недоразвитых детёнышей у самок ехидновых и сумчатых. Располагается обычно на брюхе, стенка которого под выводковой сумкой укреплена специальными сумчатыми костями; в выводковую сумку открываются молочные железы. Выводковые сумки имеют разное строение — от развитого вместительного кармана до двух небольших складок кожи. Чаще всего она открывается вперёд (кенгуру, некоторые опоссумы, ехидны), изредка назад (бандикуты и некоторые хищные сумчатые) или в середине (сумчатый волк). У ряда сумчатых она частично редуцирована (ценолесты, сумчатые муравьеды и другие). Детёныши могут жить в ней до 6—8 мес (кенгуру), при этом в течение последних нескольких недель детёныш может покидать сумку и скрывается в ней только при опасности.